# پاول هورایت
پاوُل هورایت (انگلیسی: Pavol Hurajt؛ زادهٔ ۴ فوریهٔ ۱۹۷۸) ورزشکار دوگانه، و اسکی‌باز صحرانوردی اهل اسلواکی است.

## زندگینامه
او متولد Strba است ، او ازدواج کرده است (نام همسرش جانکا). او از دانشکده علوم انسانی دانشگاه ماتیج بل در بانسکا بیستریکا فارغ التحصیل شد و در آنجا مدرک MGR را دریافت کرد.او عضو باشگاه Všc Dukla Banska Bystrica است.